# 카우산틴 2세 막 아다
카우산틴 막 아다(중세 아일랜드어: Causantín mac Áeda, 스코틀랜드 게일어: Còiseam mac Aoidh, ? - 952년)는 중세 스코틀랜드의 왕이다. 스코틀랜드 왕국을 의미하는 "알바 왕국"이라는 국호는 카우산틴의 치세 때 처음 사용되기 시작했다. 왕국의 중심 지역은 테이 강 유역 일대였다. 남쪽 국경은 포스강이었고 북쪽 국경은 모레이 내포, 어쩌면 더욱 북쪽으로 갈리브까지 닿았다. 서쪽 국경은 불확실하다. 알핀 가에서 왕작을 칭한 사람은 카우산틴의 조부 키나드 막 알핀이 최초였지만, 픽트인의 왕이라는 칭호였다. 픽틀랜드가 알바, 곧 스코틀랜드로 전환되는 변화는 카우산틴의 치세가 그 기원이다.
전임 왕들과 마찬가지로 카우산틴의 치세 역시 바이킹이 기승을 부렸다. 특히 이바르 힌 베이늘라우시의 후손들인 이바르 가가 더블린을 거점으로 삼으며 흥했다. 한편 남쪽의 오늘날의 잉글랜드 땅에서는 웨섹스와 머시아가 북쪽 노섬브리아로 영향력을 확장했다. 잉글랜드의 앵글로색슨인 왕국들이 제1차 대바이킹 동맹을 결성했을 때 카우산틴은 앵글로색슨인들과 충돌했다. 잉글랜드 왕국의 창업군주 애설스탠은 927년과 934년 두 차례에 걸쳐 카우산틴을 굴복시켰다(애설스탠의 북벌).
937년 카우산틴은 어스트라드클리드의 브리튼인들과 더블린의 바이킹들과 동맹을 맺고 잉글랜드를 침공했다. 그 결과 대전투인 브루난버 전투가 벌어졌고, 카우산틴은 또 패배했다. 943년 카우산틴은 왕위를 내려놓고 세인트앤드루스 수도원으로 들어가 여생을 보내다 952년 죽었다. 왕위는 조카 말 콜룸 막 돔날이 계승했다. 카우산틴은 총 43년을 재위했으며, 이는 1603년 잉글랜드와의 동군연합이 형성되기 전까지의 스코틀랜드 군주들 중 두번째로 긴 재위이다. 카우산틴은 아일랜드계 수도사들을 후원했으며, 그 결과 이루어진 픽트인의 게일화가 그 재위 동안 이루어진 "스코틀랜드"의 형성에 영향을 끼친 것으로 보인다.
| 전임 돔날 막 카우산틴 | 알바의 왕 900년–943년 | 후임 말 콜룸 막 돔날 |